# New York Knicks 1991-1992
La stagione 1991-92 dei New York Knicks fu la 43ª nella NBA per la franchigia.
I New York Knicks vinsero la Atlantic Division della Eastern Conference con un record di 51-31. Nei play-off vinsero il primo turno con i Detroit Pistons (3-2), perdendo poi la semifinale di conference con i Chicago Bulls (4-3).

## Roster
| N°   | Naz.                   | Ruolo | Sportivo           | Anno | Alt. | Peso |
| ---- | ---------------------- | ----- | ------------------ | ---- | ---- | ---- |
| 2    | Stati Uniti (bandiera) | G     | Greg Anthony       | 1967 | 183  | 80   |
| 3    | Stati Uniti (bandiera) | G     | John Starks        | 1965 | 191  | 82   |
| 4    | Stati Uniti (bandiera) | G     | Carlton McKinney   | 1964 | 193  | 86   |
| 13   | Stati Uniti (bandiera) | G     | Mark Jackson       | 1965 | 185  | 82   |
| 14   | Stati Uniti (bandiera) | A     | Anthony Mason      | 1966 | 201  | 113  |
| 20-7 | Stati Uniti (bandiera) | GA    | Kennard Winchester | 1966 | 196  | 95   |
| 21   | Stati Uniti (bandiera) | GA    | Gerald Wilkins     | 1963 | 198  | 84   |
| 23   | Stati Uniti (bandiera) | A     | Brian Quinnett     | 1966 | 203  | 107  |
| 32   | Stati Uniti (bandiera) | A     | Xavier McDaniel    | 1963 | 201  | 93   |
| 33   | Stati Uniti (bandiera) | C     | Patrick Ewing      | 1962 | 213  | 109  |
| 34   | Stati Uniti (bandiera) | AC    | Charles Oakley     | 1963 | 203  | 102  |
| 35   | Stati Uniti (bandiera) | C     | James Donaldson    | 1957 | 218  | 125  |
| 41   | Stati Uniti (bandiera) | C     | Patrick Eddie      | 1967 | 211  | 109  |
| 44   | Stati Uniti (bandiera) | C     | Tim McCormick      | 1962 | 211  | 109  |
| 55   | Stati Uniti (bandiera) | A     | Kiki Vandeweghe    | 1958 | 203  | 100  |

## Staff tecnico
- Allenatore: Pat Riley
- Vice-allenatori: Dick Harter, Paul Silas, Jeff Van Gundy